# ببغاء صغير
الببغاء الصغير أو تويت هو جنس من الببغاوات الاستوائية من فصيلة الببغائية. وُصف هذا الجنس من الببغاء لأول مرة عام 1855 من قبل عالم الحيوان الإنجليزي جورج روبرت جراي الذي اعتبر أيضا الببغاء قرمزي الكتفين (Touit huetii) نوع نمطي لهذا الجنس من الببغاء. اشتق اسم الجنس (تويت) من لغة توبي المنقرضة التي كان يتحدث بها السكان الأصليون في البرازيل، إذ تعني كلمة توي إيتي: "حقًا ببغاء صغير". في عام 1648 استخدم عالم الطبيعة الألماني جورج ماركغريف كلمة (Tuiete) لوصف ببغاء صغير في كتابه: التاريخ الطبيعي للبرازيل (Historia Naturalis Brasiliae).

## الأنواع
يحتوي هذا الجنس من الببغاء على الأنواع الثمانية التالية:
| صورة | الاسم العلمي        | الاسم الشائع                                          | الانتشار                                                                        |
| ---- | ------------------- | ----------------------------------------------------- | ------------------------------------------------------------------------------- |
|      | Touit batavicus     | ببغاء أرجواني الذيل                                   | كولومبيا وغيانا الفرنسية وغيانا وسورينام وترينيداد وتوباغو وفنزويلا             |
|      | Touit huetii        | ببغاء قرمزي الكتفين                                   | بوليفيا والبرازيل وكولومبيا والإكوادور وغيانا وبيرو وترينيداد وتوباغ وفنزويلا   |
|      | Touit costaricensis | ببغاء ذو جبهة حمراء [الإنجليزية]                      | أمريكا الوسطى في كوستاريكا وبنما                                                |
|      | Touit dilectissimus | ببغاء ذو جبهة زرقاء [الإنجليزية] أو ببغاء أحمر الجناح | الأنديز الساحلية إلى بيرو                                                       |
|      | Touit purpuratus    | ببغاء ياقوتي [الإنجليزية]                             | البرازيل، كولومبيا، الإكوادور، غيانا الفرنسية، جويانا، بيرو، سورينام، وفنزويلا. |
|      | Touit melanonotus   | ببغاء بني الظهر                                       | جنوب شرق البرازيل من باهيا إلى جنوب ساو باولو                                   |
|      | Touit Surdus        | ببغاء ذهبي الذيل [الإنجليزية]                         | شرق البرازيل.                                                                   |
|      | Touit stictopterus  | ببغاء ذو ألوان الأجنحة ذات البقع [الإنجليزية]         | كولومبيا والإكوادور وبيرو                                                       |